# Canaan (Haiti)
Canaan (Haitianisch-Kreolisch Kanaran) ist eine Gemeinde im Département Ouest von Haiti. Sie liegt in der Metropolregion der Hauptstadt Port-au-Prince und entstand aus einer Ansammlung von Notunterkünften nach dem Erdbeben in Haiti 2010.

## Geschichte
Nach dem Erdbeben vom 12. Januar 2010 entstanden in und um Port-au-Prince Lager mit Notunterkünften für hunderttausende Menschen, die ihr Obdach verloren hatten. Sie waren nicht auf Dauer angelegt, sondern sollten auf Zeit bis zum Wiederaufbau eine Übergangslösung darstellen.
Trotz des offiziellen Verbots, feste Gebäude und Infrastruktureinrichtungen in den Lagern zu errichten, mangelte es an Kontrolle oder Regulierung durch öffentlichen Stellen, diese zu verhindern. Die Regierung Haitis entschloss sich, unvermeidliche Erschließungsmaßnahmen zu akzeptieren, da sie nicht in der Lage war, angemessene Alternativen für die Unterbringung der Menschen anzubieten.
In Canaan gab es kein fließendes Wasser, keine sanitären Einrichtungen und keinen Strom, die für eine Gemeinschaft von mehr als 30.000 Menschen, die in der Siedlung lebten, notwendig waren.
Im Jahr 2016 befanden sich rund 200.000 Obdachlose in einem rund 50 Quadratkilometer großen Gebiet im Norden von Port-au-Prince, das nach dem Erdbeben übergangsweise zur Verfügung gestellt worden war. Auch angesichts des Drucks internationaler Hilfsorganisationen, Abhilfe zu schaffen, stimmte die Regierung zu, hier eine neue Gemeinde zu gründen. Als Name wurde der Name Canaan in Ableitung vom historischen Kanaan („gekrümmt, gedemütigt, unterworfen“) gewählt.

## Lage und Beschreibung
Canaan liegt nördlich der Gabelung der Route Nationale RN-1 und der Route Nationale RN-3.
Das Gebiet im Norden des Cul-de-Sac genannten Tals, dass sich vom Meer nach Osten erstreckt und die Metropolregion der Hauptstadt bis zum Étang Saumâtre aufnimmt, ist bei tropischen Regenfällen akut durch Überflutungen gefährdet. In dem Gebiet der Obdachlosenlager nördlich von Port-au-Prince gab es keinerlei Maßnahmen zum Schutz vor Naturereignissen dieser Art. Wissenschaftler der Technischen Universität München erarbeiteten im Jahr 2013 eine umfangreiche Analyse des Problems und entwickelten Vorschläge für Abhilfe.
Zehn Jahre nach dem Erdbeben fehlt es in Canaan weiterhin an grundlegenden Strukturen. Beobachter wie Arnold Antonin fassen zusammen: „Der Staat hat sie vergessen. Und die internationalen Hilfsorganisationen sind auch schon seit Jahren weg“.